# 雅亿

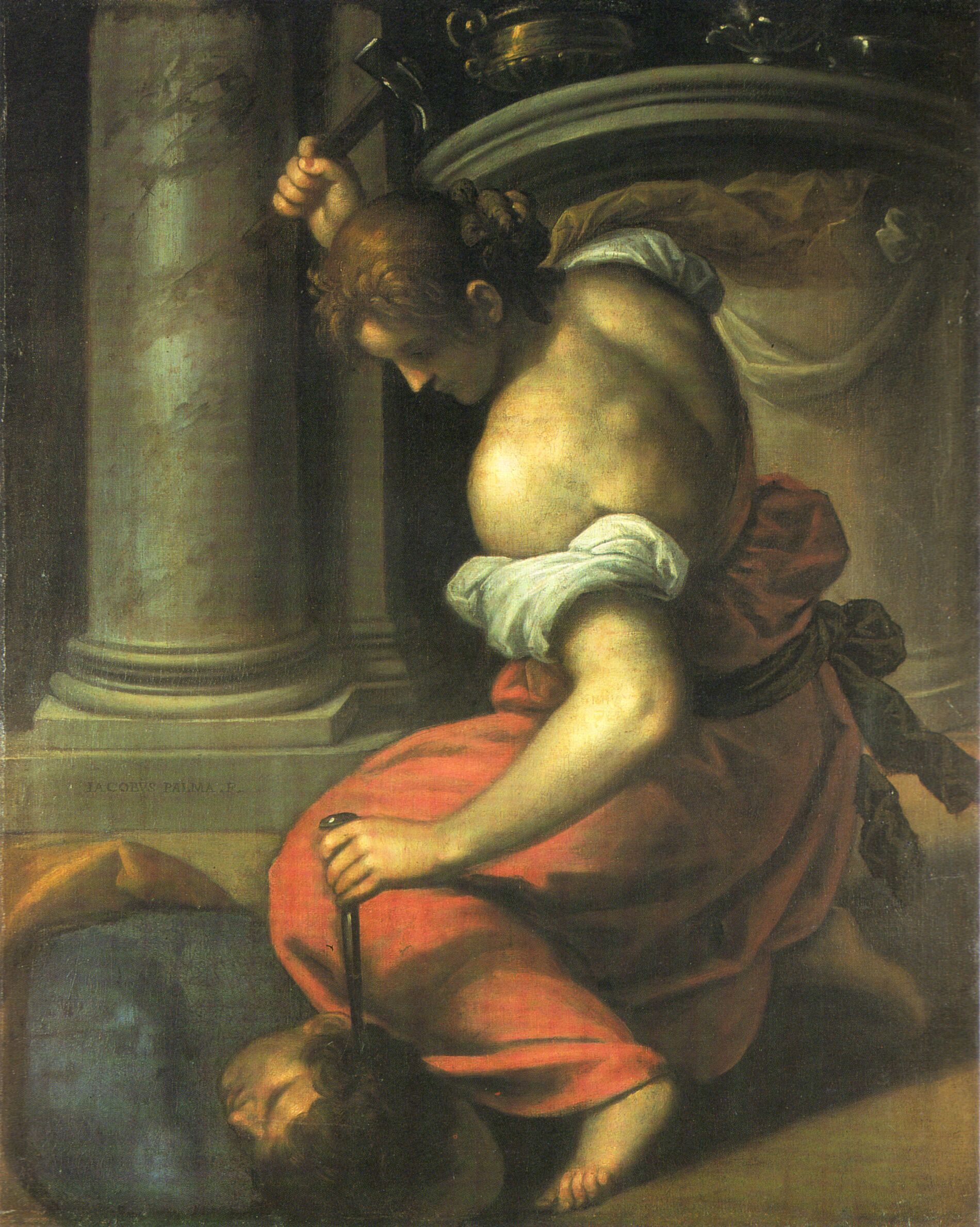

雅亿（英文：Jael，希伯来语：Ya'el, יעל）是希伯来圣经士师记中的一个人物，杀死迦南王耶宾的军长西西拉（Sisera，或译作斯塞拉）的女英雄。她是基尼人希百之妻。
以色列女士师底波拉召来巴拉率领一万人迎战西西拉，西西拉战败，逃到雅亿的帐棚，向雅亿讨水喝。雅亿爲示热情，降低他的警觉，用自己的奶来款待他。当他睡着了，雅亿悄悄地到他旁边，用锤子将帐棚的橛子钉进他的鬓角，将他杀死。因此底波拉作诗（士师记5:23-27）祝福她：
愿基尼人希百的妻子雅亿比众妇人多得福分，
比住帐棚的众妇人更蒙福祉。
西西拉求水，雅亿给他奶，
用款待贵胄的盘子呈上奶酪。
雅亿伸手拿着帐棚的橛子，
伸右手拿着匠人的锤子，
击打西西拉，打伤他的头，
把他的鬓角打破穿通。
西西拉在她脚前曲身倒卧，
在她脚前曲身仆倒；
在那里曲身，就在那里仆倒灭亡。
在犹太复国主义兴起之前，雅亿这个名字在犹太人中并不常见，但是在当代以色列，它是常见的女性名字。

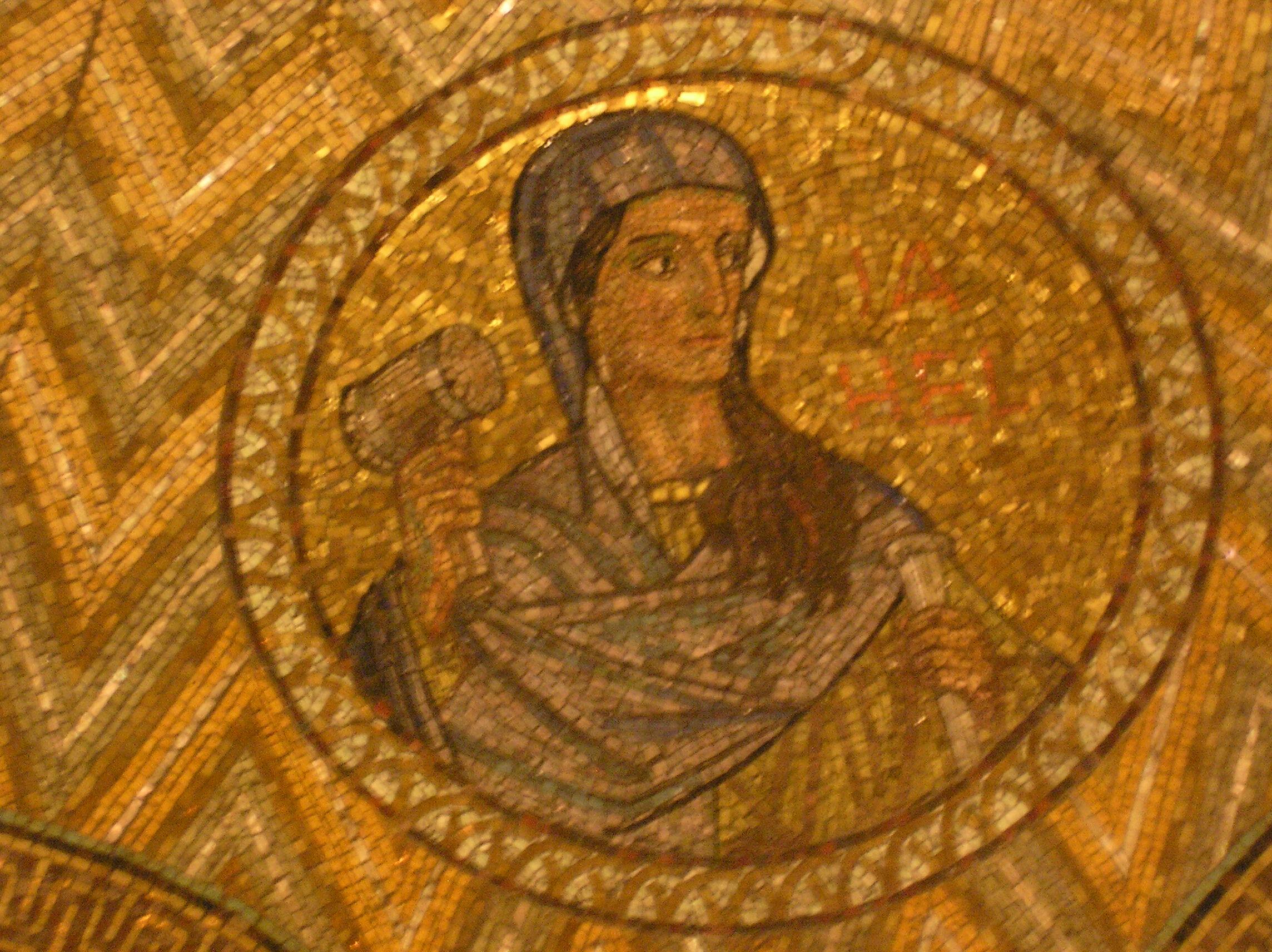